# Epistomininae
Epistomininae es una subfamilia de foraminíferos bentónicos de la familia Epistominidae, de la superfamilia Ceratobuliminoidea, del suborden Robertinina y del orden Robertinida. Su rango cronoestratigráfico abarca desde el Jurásico inferior hasta la Actualidad.

## Clasificación
Epistomininae incluye a los siguientes géneros:
- Epistomina †
- Epistominita †
- Hoeglundina
- Mironovella †
- Pseudoepistominella †
- Rectoepistominoides †

Otros géneros considerados en Epistomininae son:
- Brotzenia †, considerado subgénero de Epistomina, es decir, Epistomina (Brotzenia), y aceptado como Epistomina
- Hiltermannia †, aceptado como Epistomina
- Kaptarenkoella †, aceptado como Epistomina
- Voorthuysenia †, considerado subgénero de Epistomina, es decir, Epistomina (Voorthuysenia), y aceptado como Epistomina